# Museo Tridentino di Scienze Naturali

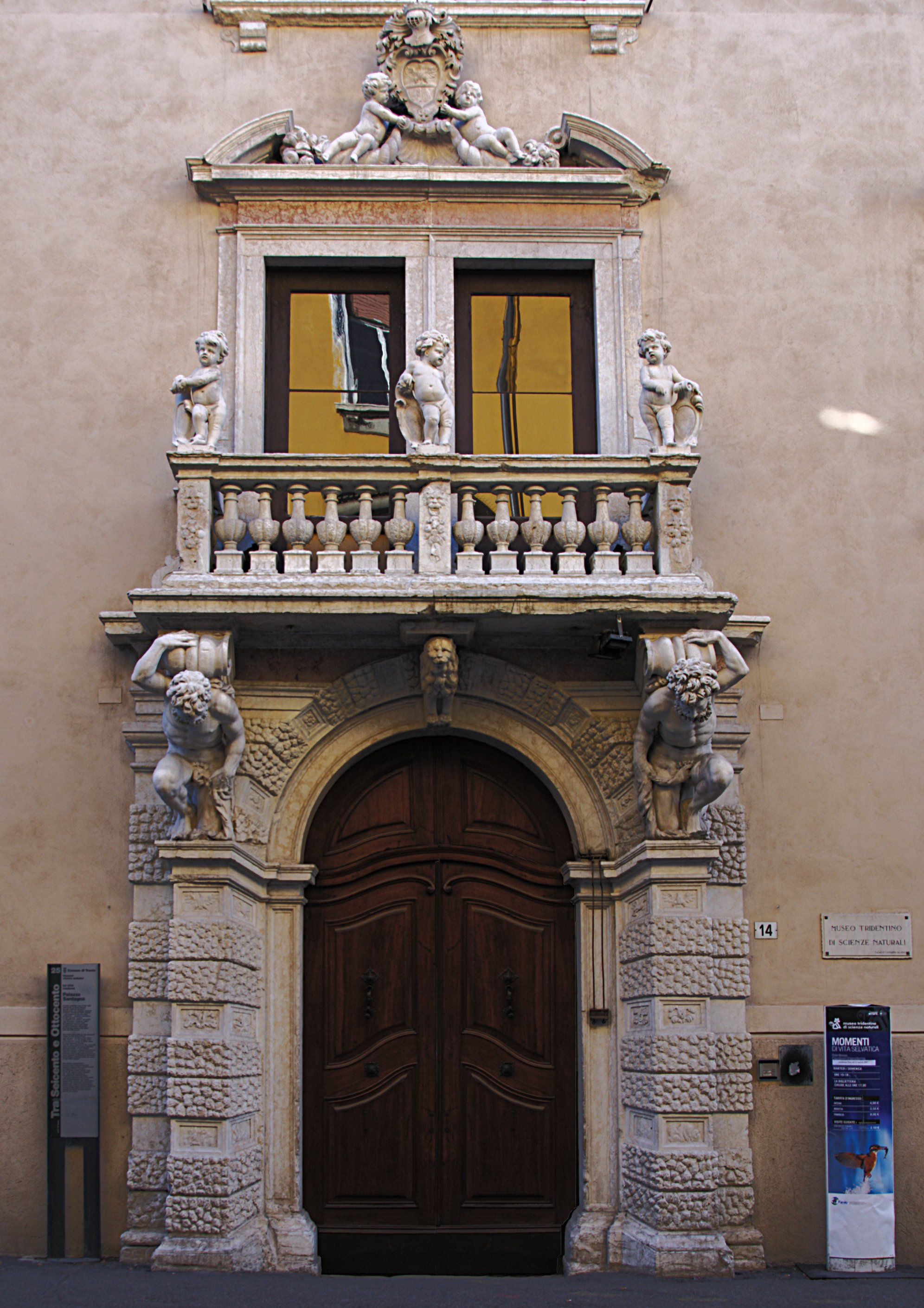
Palazzo Sardagna

Het Museo Tridentino di Scienze Naturali (Nederlands: Museum voor Natuurwetenschappen van Trente)  is een openbare instelling die actief is op het gebied van de natuurwetenschappen, met bijzondere aandacht voor het Alpengebied en de provincie Trente. Naast exposities van het natuurhistorisch museum is er een gespecialiseerde bibliotheek, een boekhandel, een grote aula en er zijn onderzoekslaboratoria en klaslokalen voor onderwijs.
Het museum wil de wetenschappelijke cultuur bevorderen en toegankelijk maken voor het grote publiek en heeft in de eerste plaats een educatieve rol. Het MTSN bestaat uit een netwerk van musea en onderzoekscentra verspreid in Trente en richt zich op innovatie van het onderwijs. 
Sinds 1982 is het museum ondergebracht in het Palazzo Sardagna. Het hoofdgebouw staat aan de Via Calepina 14, achter de kathedraal van San Vigilio. De directeur is Michele Lanzinger.

## Activiteiten
- Natuurwetenschappelijk onderzoek en advies
- Conservering van soorten en artefacten (collecties)
- Tijdelijke tentoonstellingen
- Educatieve activiteiten voor scholen
- Programma ter verspreiding van de wetenschappelijke cultuur (seminars, conferenties, vergaderingen)
- Evenementen en activiteiten voor een publiek van alle leeftijden